# Jurij Karlovics Olesa
Jurij Karlovics Olesa, (Kropivnickij, 1899. február 19. – Moszkva, 1960. május 10.) orosz író.

## Élete
Gyermek- és ifjúkorában Odesszában élt. 1922-ben Moszkvába költözött, és a Gudok (magyarul: Duda, Jelzőkürt) c. szatirikus lap, majd 1941–45 között az ashabadi rádió munkatársa volt. A Gudoknál Ilf és Petrov, valamint Bulgakov is a kollégája volt.
Az 1927-ben megjelent Irigység című humoros, avantgardista kisregénye tette ismertté, amiből később színművet is írt. „Egykönyves” szerzőnek tartják.
Az 1930-as évektől nem jelenhetett meg, és 1934-ben le is tartóztatták. 1956-ban rehabilitálták. Ezután publicisztikával foglalkozott, szépirodalmat fordított és forgatókönyveket írt.

## Magyarul
- Irígység. Regény; ford. Brodszky Erzsébet, ill. Kós Lajos; Európa, Bp., 1958
- A három kövér; ford. Magos László, ill. Réber László; Magvető, Bp., 1963
- Irigység. Regény és elbeszélések; ford. Apostol András et al., ill. Szemethy Imre; Európa, Bp., 1978 (Századunk mesterei)
- A Három Kövér; ford. Magos László, ill. Gyulai Líviusz; Móra, Bp., 1983 (Mókus könyvek)